# (5665) Begemann
(5665) Begemann es un asteroide perteneciente al cinturón de asteroides descubierto el 30 de enero de 1982 por Schelte John Bus desde el Observatorio del Monte Palomar, Estados Unidos.

## Designación y nombre
Designado provisionalmente como 1982 BD13. Fue nombrado Begemann en honor a Friedrich Begemann, director emérito del Max-Planck-Institut für Chemie en Mainz, es un cosmoquímico pionero que determinó la primera edad de exposición a rayos cósmicos de un meteorito. Más tarde investigó las anomalías isotópicas en meteoritos y estableció las condiciones físicas que produjeron estas anomalías.

## Características orbitales
Begemann está situado a una distancia media del Sol de 2,242 ua, pudiendo alejarse hasta 2,449 ua y acercarse hasta 2,034 ua. Su excentricidad es 0,092 y la inclinación orbital 5,155 grados. Emplea 1226,18 días en completar una órbita alrededor del Sol.

## Características físicas
La magnitud absoluta de Begemann es 14. Tiene 3,606 km de diámetro y su albedo se estima en 0,45. 